# 1994年の韓国シリーズ
1994年の韓国シリーズ

## 概要
1994年の韓国シリーズは、4年ぶり公式戦1位を奪還したLGツインズと韓国プロ野球の始まった1982年から13年目でようやく韓国シリーズに初登場した公式戦2位のプレーオフ勝者、太平洋（テピョンヤン）ドルフィンズの間で10月18日から2-2-3の7戦4勝制で行われ、LGツインズが4連勝で4年ぶり2度目の優勝を果たした。
この年のペナントレースでは、韓国プロ野球初年度に記録した15勝65敗、勝率1割8分8厘の最下位から始まって、13年間に渡って最下位6度、Bクラス11度、身売り2度の弱小チームの代名詞だった太平洋ドルフィンズが前年度最下位からレギュラ･シーズン2位までのし上がったシンデレラ･ストーリーが注目されていた。
太平洋はプレイオフでもハンファ・イーグルスを3連勝で一蹴、韓国シリーズでの戦いぶりが期待されたが、この年はレギュラ･シーズンでも対戦相手のLGツインズに5勝13敗と分が悪く、結局シリーズで1勝もあげられずに敗退した。太平洋は、4試合中3試合を1点差試合の粘りを見せたが、大きな期待を抱えて「13年を待ってたぞ、太平洋の優勝を」という横断幕まで掲げて応援に駆けつけた本拠地仁川のファンの期待に応えられなかった。
ただし、このシリーズの第1戦は両チームの先発投手であるLGの李尚勲（イ・サンフン）と太平洋の金弘集（キム・ホンジプ）の白熱した投手戦で今もファンの記憶に残っている。8回途中で抑えの金龍洙（キム・ヨンス）にバトンを渡したLGツインズ対抗して、太平洋の金弘集は延長戦まで1失点で投げぬく気迫を見せたが、延長11回裏、1アウト後二人目の打者、金宣鎮（キム・ソンジン）にサヨナラホームランを打たれて力尽き。これでシリーズの流れが完全にLGに向いてしまって、再び取り戻すことはできなかった。しかし、もしこの一戦を太平洋が勝ったらシリーズは違う結果になっただろうと思っている人が今も少なくないほどのインパクトのある試合であった。
優勝チームのLGツインズは、レギュラ･シーズンの圧倒的な戦いぶりに、このシリーズの優勝で絶頂の人気を謳歌した。これを受けて、ついに親会社のラッキー･ゴールドスター・グループが翌年LGグループへの改名に乗り出すほどの影響力を与えた。このシリーズのMVPの金龍洙は前回優勝の1990年のシリーズに次いで2度目のMVPを受賞、シリーズMVPを2度以上受賞する最初の選手になった。
- シリーズMVP : 金龍洙(キム・ヨンス、投手、LGツインズ) 3試合、1勝0敗2セーブ

| ステージ     | 勝利チーム                            | 成績 | 星取表 | 敗戦チーム                        |
| ------------ | ------------------------------------- | ---- | ------ | --------------------------------- |
| 準プレーオフ | ハンファ・イーグルス（公式戦同率3位） | 2勝  | ○○     | ヘテ・タイガース（公式戦同率3位） |
| プレーオフ   | 太平洋ドルフィンズ（公式戦2位）       | 3勝  | ○○○    | ハンファ･イーグルス（公式戦3位）  |
| 韓国シリーズ | LGツインズ（公式戦1位）               | 4勝  | ○○○○   | 太平洋ドルフィンズ（公式戦2位）   |

## 準プレイオフ
ハンファとヘテは勝敗で同じだったが、直接対決でヘテが勝ち越したため、ヘテが準プレイオフの開幕権をもらった。シーズン終了後、韓国野球委員会はこの年の順位に関する臨時ルールを設け、この準プレイオフの結果で両チームのこの年の順位を定めるとした。したがって、最終的に準プレイオフの勝者のハンファが3位、敗者のヘテが4位になった。元のルール通りなら、どのチームも韓国シリーズに進出できなかったため、3位以下は韓国シリーズに進出した両チームを除く残りのチームを公式戦の勝率順に並べて決めるという条項によって、両チームは同率3位になるべきところだった。
ハンファはこれまでの韓国シリーズでヘテに3度挑んで全部失敗。成績も2勝4敗から1勝4敗、0勝4敗と対戦するたびに落ち、ヘテに対して苦手意識を持っていたが、今度の対戦では前にはなかった粘り強さを見せ、延長に持ち込まれた第1戦で宣銅烈に土を付け、敵地で貴重な1勝を挙げた。結局、第2戦も勝利を収め、ついにポスト・シーズンでヘテを下して、リベンジを果たした。

### 第1戦　10月3日・光州無等総合競技場野球場
|                      | 1 | 2 | 3 | 4 | 5 | 6 | 7 | 8 | 9 | 10 | R |
| -------------------- | - | - | - | - | - | - | - | - | - | -- | - |
| ハンファ・イーグルス | 1 | 0 | 0 | 0 | 1 | 0 | 0 | 0 | 1 | 1  | 4 |
| ヘテ・タイガース     | 0 | 0 | 2 | 0 | 1 | 0 | 0 | 0 | 0 | 0  | 3 |

1. 勝利：具臺晟（ク・デソン、1-0）
2. 敗戦：宣銅烈（0-1）

### 第2戦　10月4日・大田ハンバッ運動場野球場
|                      | 1 | 2 | 3 | 4 | 5 | 6 | 7 | 8 | 9 | R |
| -------------------- | - | - | - | - | - | - | - | - | - | - |
| ヘテ・タイガース     | 0 | 0 | 0 | 2 | 0 | 0 | 0 | 1 | 0 | 3 |
| ハンファ・イーグルス | 0 | 0 | 1 | 0 | 1 | 1 | 2 | 0 | X | 5 |

1. 勝利：李相睦（イ・サンモク、1-0）
2. セーブ：具臺晟（1-0-1s）
3. 敗戦：宋裕錫（ソン・ユソク、0-1）
4. 本塁打
ヘテ：金城漢（キム・ソンハン、4回表、2ラン）

- ハンファ･イーグルスが2勝でプレイオフ進出

## プレイオフ
宿敵のヘテを始めてポスト･シーズンで下して勢いに乗ったハンファだけに、接戦が予想されたが、第1戦から太平洋に大量失点を許し、あっという間にがけっぷちに立たされた。ハンファはホームで開かれた第3戦で粘りを見せたが、延長10回に出た太平洋の金敬起（キム・ギョンギ）の決勝ホームランで万事休した。太平洋は投打が完璧に噛み合い、第1戦からハンファを追い込んで圧勝、球団創設13年目で悲願の韓国シリーズ進出を果たした。

### 第1戦 10月9日・仁川公設運動場野球場
|                      | 1 | 2 | 3 | 4 | 5 | 6 | 7 | 8 | 9 | R |
| -------------------- | - | - | - | - | - | - | - | - | - | - |
| ハンファ・イーグルス | 0 | 0 | 0 | 0 | 1 | 0 | 1 | 0 | 0 | 2 |
| 太平洋ドルフィンズ   | 0 | 2 | 0 | 0 | 2 | 3 | 0 | 0 | X | 7 |

1. 勝利：金弘集(キム・ホンジプ、1-0)
2. セーブ：鄭明源（チョン・ミョンウォン、0-0-1s）
3. 敗戦：鄭珉哲（チョン・ミンチョル、0-1）
4. 本塁打
太平洋：金敬起（キム・ギョンギ、2回裏、ソロ）、河得隣（ハ・ドゥギン、5回裏、ソロ）

### 第2戦 10月10日・仁川公設運動場野球場
|                      | 1 | 2 | 3 | 4 | 5 | 6 | 7 | 8 | 9 | R |
| -------------------- | - | - | - | - | - | - | - | - | - | - |
| ハンファ・イーグルス | 0 | 0 | 0 | 0 | 0 | 0 | 0 | 0 | 2 | 2 |
| 太平洋ドルフィンズ   | 0 | 0 | 0 | 5 | 1 | 1 | 1 | 0 | X | 8 |

1. 勝利：鄭珉台（チョン・ミンテ、1-0）
2. 敗戦：李相睦（イ・サンモク、0-1）

### 第3戦 10月12日・大田ハンバッ運動場野球場
|                      | 1 | 2 | 3 | 4 | 5 | 6 | 7 | 8 | 9 | 10 | R |
| -------------------- | - | - | - | - | - | - | - | - | - | -- | - |
| 太平洋ドルフィンズ   | 0 | 0 | 0 | 1 | 0 | 0 | 0 | 0 | 0 | 1  | 2 |
| ハンファ・イーグルス | 0 | 0 | 0 | 0 | 1 | 0 | 0 | 0 | 0 | 0  | 1 |

1. 勝利：崔尚徳（チェ・サンドク、1-0)
2. セーブ：鄭明源（0-0-1s）
3. 敗戦：鄭珉哲（0-2）
4. 本塁打
太平洋：金甲重（キム・カプチュン、4回表ソロ）、金敬起（キム・ギョンギ、10回表、ソロ）
ハンファ：金相國（キム・サングク、5回裏、ソロ）

- 太平洋ドルフィンズが3勝で韓国シリーズ進出

## 韓国シリーズ

### 第1戦 10月18日・蚕室野球場
|                    | 1 | 2 | 3 | 4 | 5 | 6 | 7 | 8 | 9 | 10 | 11 | R |
| ------------------ | - | - | - | - | - | - | - | - | - | -- | -- | - |
| 太平洋ドルフィンズ | 0 | 0 | 0 | 0 | 0 | 0 | 1 | 0 | 0 | 0  | 0  | 1 |
| LGツインズ         | 0 | 0 | 1 | 0 | 0 | 0 | 0 | 0 | 0 | 0  | 1x | 2 |

1. 勝利：金龍洙(キム・ヨンス、1-0)
2. 敗戦：金弘集(キム・ホンジプ、0-1)
3. 本塁打
LG：金宣鎮（キム・ソンジン、11回裏、ソロ）

### 第2戦 10月19日・蚕室野球場
|                    | 1 | 2 | 3 | 4 | 5 | 6 | 7 | 8 | 9 | R | H  |
| ------------------ | - | - | - | - | - | - | - | - | - | - | -- |
| 太平洋ドルフィンズ | 0 | 0 | 0 | 0 | 0 | 0 | 0 | 0 | 0 | 0 | 3  |
| LGツインズ         | 0 | 1 | 0 | 0 | 3 | 0 | 3 | 0 | X | 7 | 10 |

1. 勝利：鄭三欽(チョン・サムフム、1-0)
2. 敗戦：安丙遠（アン・ビョンウォン、0-1)

### 第3戦 10月22日・仁川公設運動場野球場
|                    | 1 | 2 | 3 | 4 | 5 | 6 | 7 | 8 | 9 | R |
| ------------------ | - | - | - | - | - | - | - | - | - | - |
| LGツインズ         | 0 | 0 | 0 | 0 | 0 | 2 | 3 | 0 | 0 | 5 |
| 太平洋ドルフィンズ | 0 | 0 | 0 | 4 | 0 | 0 | 0 | 0 | 0 | 4 |

1. 勝利：金起範（キム・キボム、1-0）
2. セーブ：金龍洙(1-0-1S)
3. 敗戦：鄭明源（チョン・ミョンウォン、0-1）

### 第4戦 10月23日・仁川公設運動場野球場
|                    | 1 | 2 | 3 | 4 | 5 | 6 | 7 | 8 | 9 | R |
| ------------------ | - | - | - | - | - | - | - | - | - | - |
| LGツインズ         | 2 | 0 | 1 | 0 | 0 | 0 | 0 | 0 | 0 | 3 |
| 太平洋ドルフィンズ | 0 | 0 | 1 | 0 | 1 | 0 | 0 | 0 | 0 | 2 |

1. 勝利：李尚勲(イ・サンフン、1-0)
2. セーブ：金龍洙(1-0-2S)
3. 敗戦：崔敞皓（チェ・チャンホ、0-1）
4. 本塁打
LG：徐容彬（ソ・ヨンビン、3回表、ソロ）

- 4勝でLGツインズの優勝。